# 카세르타도
카세르타도(이탈리아어: Provincia di Caserta)은 이탈리아 캄파니아주의 도이다. 도청 소재지는 카세르타이다. 104개의 코무네로 구성되어 있으며 면적은 2,639 km2, 인구는 920,560명(2012)이다.

## 행정 구역
카세르타도는 104개의 코무네들로 이루어져있다.
- 아일라노
- 알리페
- 알비냐노
- 아리엔초
- 아베르사
- 바이아에라티나
- 벨로나
- 카이아넬로
- 카이아초
- 칼비리소르타
- 카밀리아노
- 칸첼로에드아르노네
- 카포드리세
- 카프리아티아볼투르노
- 카푸아
- 카리나로
- 카리놀라
- 카사조베
- 카살디프린치페
- 카사루체
- 카사페세나
- 카사풀라
- 카세르타
- 카스텔캄파냐노
- 카스텔모로네
- 카스텔볼투르노
- 카스텔디사소
- 카스텔로델마테세
- 첼롤레
- 체르비노
- 체사
- 초를라노
- 콘카델라캄파니아
- 쿠르티
- 드라고니
- 팔차노델마시코
- 폰테그레카
- 포르미콜라
- 프란콜리세
- 프리냐노
- 갈로마테세
- 갈루초
- 자노베투스토
- 조이아산니티카
- 그라차니세
- 그리치냐노디아베르사
- 레티노
- 리베리
- 루시아노
- 마체라타캄파니아
- 마달로니
- 마르차니세
- 마르차노아피오
- 미냐노몬테룬고
- 몬드라고네
- 오르타디아텔라
- 파레테
- 파스토라노
- 피아나디몬테베르나
- 피에디몬테마테세
- 피에트라멜라라
- 피에트라바이라노
- 피냐타로마조레
- 폰텔라토네
- 포르티코디카세르타
- 프라타산니타
- 프라텔라
- 프레센차노
- 라비스카니나
- 레칼레
- 리아르도
- 로카데반드로
- 로카몬피나
- 로카로마나
- 로케타에크로체
- 루비아노
- 산치프리아노다베르사
- 산펠리체아칸첼로
- 산그레고리오마테세
- 산마르첼리노
- 산마르코에반젤리스타
- 산니콜라라스트라다
- 산피에트로인피네
- 산포티토산니티코
- 산프리스코
- 산탐마로
- 산탄젤로달리페
- 산타르피노
- 산타마리아카푸아베테레
- 산타마리아아비코
- 산타마리아라포사
- 세사아우룬카
- 스파라니세
- 수치보
- 테아노
- 테베롤라
- 토라에피칠리
- 트렌톨라두첸타
- 바이라노파테노라
- 발레아그리콜라
- 발레디마달로니
- 빌라리테르노
- 빌라디브리아노
- 비툴라치오

## 인구

### 거주 외국인
2008년 12월 31일 기준 카세르타도에서 거주하는 외국인 25,889명. 그 중에서 가장 많이 거주하는 국가들:
- 우크라이나 5,889명
- 루마니아 3,962명
- 폴란드 2,457명
- 알바니아 2,432명
- 모로코 2,382명

출처 이탈리아 통계청